# Сибуту
Сибуту (таг. Bayan ng Sibutu, англ. Subutu) — остров Филиппин, входящий в провинцию Тави-Тави. Относится к одноимённому муниципалитету. Согласно переписи 2020 года, население острова составляет 34 243 человек. Остров находится примерно в 14 км восточнее побережья Малайзии и является одним из самых южных (и самым южным из обитаемых) островов архипелага. Муниципалитет включает в себя территорию самого острова, а также четыре меньших необитаемых острова.
Площадь 109 км². Является важным объектом природоохранной деятельности.

## История
Из-за административной ошибки в Парижском договоре Сибуту оставался одним из последних владений Испании на Филиппинах.
Муниципалитет был выделен как отдельная административная единица законом, известным как Muslim Mindanao Autonomy Act No. 197, который затем был одобрен на плебисците 21 октября 2006 года.

## Барангаи
Сибуту разделён на 16 административных единиц — барангаев (наименьшая административная единица на Филиппинах):
- Амбутонг Сапал
- Дату Амилхамджа Джаафар
- Хаджи Имам Бидин
- Хаджи Мохтар Сулейман
- Хаджи Таха
- Имам Хаджи Мохаммад
- Нунукан
- Шейх Макдум
- Сибуту (Побласьон)
- Талисай
- Танду Банак
- Танду Овак
- Таунгох
- Тонгехат
- Тонгсибало
- Унгус-унгус